# Jim Scancarelli
Jim Scancarelli (né le 24 août 1941 à New York) est un auteur de bande dessinée américain qui travaille sur le comic strip Gasoline Alley depuis 1979, et le réalise seul depuis 1987.

## Prix
- 1989 : Prix du comic strip à suivre de la National Cartoonists Society pour Gasoline Alley